# Torneio Gercino Tabosa
O Torneio Gercino Tabosa, foi uma competição regional amistosa de futebol que ocorreu em Pernambuco no ano de 1965. Foi organizado pela Federação Pernambucana de Futebol (FPF) após aval da CBD (precursora da CBF). O torneio leva o nome de um dos grandes incentivadores da interiorização do futebol em Pernambuco e também grande desportistas caruaruense Gercino Pereira Tabosa.
A competição contou com a participação de 4 quatro equipes de 3 estados do Nordeste, dois clubes do estado sede foram convidados a participar do torneio, a equipe campeã sergipana também foi convidada, e para representando o estado de alagoas o vice-campeão.

## Clubes participantes
- Capelense
- Central
- Confiança
- Santa Cruz

## Regulamento
A competição foi disputada em formato de pontos corridos, todas as partidas foram disputadas nas cidades de Recife/PE e Caruaru/PE em turno único, todas as equipes se enfrentando em um total de 3 partidas para cada time, ao final da competição a equipe que estivesse em primeiro lugar era a campeã do torneio.

## Jogos
| Time 1     | Placar | Time 2     | Data                    |
| ---------- | ------ | ---------- | ----------------------- |
| Central    | 3-0    | Confiança  | Caruaru/PE - 14/03/1965 |
| Capelense  | 2-1    | Santa Cruz | Caruaru/PE - 14/03/1965 |
| Santa Cruz | 3-2    | Confiança  | Recife/PE - 17/03/1965  |
| Central    | 2-1    | Capelense  | Recife/PE - 17/03/1965  |
| Capelense  | 1-1    | Confiança  | Caruaru/PE - 21/03/1965 |
| Central    | 1-1    | Santa Cruz | Caruaru/PE - 21/03/1965 |

## Classificação Final
| Classificação - Final | Classificação - Final | Classificação - Final | Classificação - Final | Classificação - Final | Classificação - Final | Classificação - Final | Classificação - Final | Classificação - Final | Classificação - Final |
| Time                  | Time                  | PG                    | J                     | V                     | E                     | D                     | GP                    | GC                    | SG                    |
| --------------------- | --------------------- | --------------------- | --------------------- | --------------------- | --------------------- | --------------------- | --------------------- | --------------------- | --------------------- |
| 1                     | Central               | 5                     | 3                     | 2                     | 1                     | 0                     | 6                     | 2                     | +4                    |
| 2                     | Santa Cruz            | 3                     | 3                     | 1                     | 1                     | 1                     | 5                     | 5                     | 0                     |
| 3                     | Capelense             | 3                     | 3                     | 1                     | 1                     | 1                     | 4                     | 4                     | 0                     |
| 4                     | Confiança             | 1                     | 3                     | 0                     | 1                     | 2                     | 3                     | 7                     | -4                    |

* Nota: O Central se sagrou campeão invicto da competição.
| Torneio Gercino Tabosa de 1965 |
| ------------------------------ |
| Central Sport Club Campeão     |